# Wilhelm Joseph von Looz-Corswarem
Wilhelm Joseph Graf von Looz-Corswarem (* 7. Juli 1732 in Saint Pierre, Waremme; † 20. März 1803 auf Schloß Rheina) war ein k. k. Major, Ritter des Maria Theresia-Ordens und ab 1803 Fürst von Rheina-Wolbeck.

## Leben

### Herkunft
Er entstammt einem alten Hennegauischen Adelsgeschlecht. Seine Eltern waren Joseph von Looz-Corswarem (1696–1761) und dessen Ehefrau Jeanne Marie, geborene d'Angleur (1699–1743).

### Militärkarriere
Mit Beginn des Siebenjährigen Krieges ging Looz als Kornett in das Kürassierregiment „Lucchesi“. Schon im ersten Feldzug von 1756 zeichnete er sich durch Mut und militärisches Talent aus.
Bei Kunersdorf befand er sich als Hauptmann im Dragonerregiment „Kolowrat“ mit den Dragonerregimentern „Liechtenstein“ und „Württemberg“ auf dem linken Flügel der russischen Armee. Bereits nach dem ersten Angriff der Preußen floh die österreichische Kavallerie. Looz sprengte heran und es gelang ihm 200 Dragoner zu sammeln. Währenddessen griffen die preußischen Husaren und Kürassiere die russische Infanterie an, auch das Regiment „Schilling“ wurde eingeschlossen. Looz warf sich auf die Übermacht, dabei wurde ihm das Pferd erschossen. Die Truppe sammelte sich erneut, Looz erhielt er neues Pferd und nach dem erneuten Angriff zogen sich die Preußen zurück. Looz kannte die Gegend von Kunersdorf und als sich die Preußen zurückzogen, erahnt er, wo die preußische Artillerie lang ziehen muss. Er vertrieb mit seinen Dragonern die feindliche Kavalleriedeckung und so konnten die Russen einen großen Teil der Artillerie erobern.
Auch in der Schlacht bei Landeshut konnte er sich am 23. Juni 1760 auszeichnen. Es gelang ihm mit seiner Schwadron ein preußisches Regiment zu zerschlagen. Looz konnte persönlich die silbernen Pauken des Regiments erbeuten. Als sich die Preußen zurückzogen, kam er rechts neben einer Kolonne aus vier preußischen Bataillonen ohne Kavalleriedeckung zum Stehen. Gleichzeitig rückten vier österreichische Grenadierkompanien von rechts auf die Preußen vor, ohne aber genau zu wissen, wo diese waren. Looz umging die Preußen und koordinierte den Angriff mit den Grenadieren. Er kehrte zu seinen Dragonern zurück und griff die preußische Kolonne in der Mitte zeitgleich mit den Grenadieren an. Als die Österreicher erschienen, formierten sich die Preußen und schossen mit ihrer letzten Munition. Die österreichischen Grenadiere griffen nun mit dem Säbel an, während die Dragonern eine preußische Fahne eroberten. Die Bataillone ergaben sich danach.
Danach nahm Looz noch an der Schlacht bei Liegnitz teil, wurde im Jahr darauf für seinen tapferes Verhalten außer der Reihe zum Major befördert und am 30. April 1762 mit dem Ritterkreuz des Maria Theresia-Ordens ausgezeichnet.
Nach dem Krieg zog er sich auf sein Gut Ellenhausen bei Marburg in Hessen zurück, wo er noch 40 Jahre lebte.
Am 22. Dezember 1778 bekam er von Kaiserin Maria Theresia den Titel eines Herzogs, den er von seinem Vetter Karl August Alexander von Looz. Im Jahr 1803 wurde er Fürst von Rheina-Wolbeck. Die Grafschaft wurde aber im Jahre 1806 mediatisiert.

### Familie
Looz heiratete 1763 Marie Emmanuelle Josephe d’Aix (1740–1788). Das Paar hatte mehrere Kinder:
- Karl Ludwig August Ferdinand Emanuel (1769–1822) ⚭ 1803 Marie Caroline de Nue (1779–1852). Sie heiratete 1824 Alfons Pruderentius Huyttens von Beaufort (1781–1860)
- Marie Therese Charlotte Josepha (1768–1856)
- Clementine Josephine Franziska Therese (1764–1820) ⚭ 1789 Florent von Lannoy de Clervaux (1760–1836)
- Joseph Arnold (1770–1827) ⚭ 1813 Charlotte Constantine von Lasteyrie du Saillant
- Marie (* 1774)
- Amor (* 1782)

Nach dem Tod seiner ersten Frau heiratete er 1792 Rosalie Constance von Bylandt (* 1759).